# Catrin Eggers
Catrin Eggers, född 29 november 1943 i Helsingborg, död 17 mars 2023 i Stockholm, var en svensk skådespelare, dramapedagog och socionom. Hon var mor till skådespelarna Peter Eggers och Maria Eggers, samt syster till Per Eggers.

## Filmografi
- 1956 – Där möllorna gå...
- 1976 – Hallo Baby
- 1977 – Tabu
- 2000 – Bastarderna i Paradiset [4]
- 2008 – Tennsoldaten

### Fotnoter
1. 1 2  Sveriges befolkning 1990
2. ↑  ”Katrin Eggers”. Svensk Filmdatabas. https://www.svenskfilmdatabas.se/sv/item/?type=person&itemid=265031. Läst 16 december 2023.
3. ↑  ”Hon kämpar mot ALS för sitt barns skull | Hälsoliv | Expressen”. Hälsoliv. 1 december 2012. Arkiverad från originalet den 25 augusti 2014. https://web.archive.org/web/20140825111941/http://www.expressen.se/halsoliv/hon-kampar-mot-als-for-sitt-barns-skull/. Läst 11 september 2019.
4. ↑  "Katherine Eggers" på Internet Movie Database